# Георги Михайлов (епиграф)
Вижте пояснителната страница за други личности с името Георги Михайлов.
Георги Иванов Михайлов (1915 – 1991) е български епиграф, учредител и председател на Международната асоциация по гръцка и латинска епиграфика от създаването ѝ до смъртта си.

## Биография
Роден е в Сливен на 19 октомври 1915 година. Още в ранното му детство семейството му се премества в София. През 1934 г. завършва Първа мъжка гимназия, а през 1938 г. - класическа филология в Софийския университет „Климент Охридски“. Веднага след завършването си специализира една година в Сорбоната в Париж. През 1940 г. е уредник в археологическия отдел на Народния музей. В началото на 1941 г. става асистент на проф. Александър Балабанов в катедрата по класическа филология в Софийския университет, където работи до края на живота си, минавайки през всички степени на научната си кариера. От 1947 до 1949 г. завършва специализацията си в Париж със защита на докторска дисертация в Сорбоната.
В разностранната му преподавателска и научна дейност най-голям дял заема старогръцката епиграфика. В тази област създава фундаментални научни трудове, с които печели голям международен авторитет и редица награди. От 1952 г. участва с доклади във всички конгреси по епиграфика. Участва в учредяването на Международната асоциация по гръцка и латинска епиграфика през 1962 г., а през 1972 г. е избран за председател на организационния ѝ комитет. Бил е гост професор в много чужди университети и академии – Париж, Павия, Урбино, Милано, Болоня, Лондон, Рединг, Оксфорд, Берлин, Будапеща, Солун и др.
Умира в София на 21 ноември 1991 г.

## Признание
Георги Михайлов е член-кореспондент на Немския археологически институт, на Британската кралска академия, член на Института за научни изследвания в Принстън, САЩ.
Доктор хонорис кауза на Университета в Бордо.
Носител е на много ордени и отличия: орден „Кирил и Методий“, I степен, званието „заслужил учен“, медал „Сто години Софийски университет“, медала на Фондацията Сингър-Полиняк (Париж), медала на град Париж и др.